# François Lassalle-Cezeau
Pour les articles homonymes, voir Lassalle.
François Lassalle-Cezeau, né le 29 octobre 1741 à Goudina (Gers), mort le 4 août 1823 à Graulhet (Tarn), est un général de brigade de la Révolution française.

## États de service
Il entre en service le 14 février 1758, comme enseigne dans le Régiment d'Angoumois, et le 26 août 1760, il sert dans l’armée du Bas-Rhin. Le 10 janvier 1763, il embarque avec son unité pour Saint-Domingue.
De retour en France le 4 juin 1767, il est fait capitaine le 24 mars 1769. Il devient lieutenant-colonel le 5 février 1792, au 80e régiment d’infanterie de ligne. Il participe à la campagne de 1793 et de 1794 jusqu’au 26 avril, à l’armée des Pyrénées occidentales. Il commande l’avant-garde à la conquête de la vallée d’Aran le 30 mars 1793, et il prend les villes de Bossòst et de Vielha. Il est nommé colonel le 15 mai 1793. Il commande une expédition à Val-Carlos, et il est cité honorablement dans les annales du temps.
Le 23 juin 1793, il commande une colonne lors de l’affaire de la Croix des Bouquets en avant de Saint-Jean-de-Luz, et il contribue à enlever la redoute dite de « Louis XIV ». Il est promu général de brigade le 25 juin 1793, et pendant l’hiver 1793-1794, il commande le camp dit « des sans-culottes » vis-à-vis d’Irun, repoussant les attaques espagnoles notamment le 15 décembre et en janvier 1794. Ces deux actions sont citées dans les bulletins de la Convention nationale.
Il est suspendu de ses fonctions le 14 avril 1794, à la suite de la réorganisation de l’état-major de l’Armée des Pyrénées occidentales, et il est autorisé à prendre sa retraite le 27 novembre suivant.
Il est chevalier de Saint-Louis.
Il est élu député du Gers du 17 avril 1799, au 26 décembre 1799, puis il est nommé conseiller général du département du Gers par le gouvernement consulaire.

## Sources
- (en) « Generals Who Served in the French Army during the Period 1789 - 1814: Eberle to Exelmans »
- Baptiste-Pierre Courcelles, Dictionnaire historique et biographique des généraux français : depuis le onzième siècle jusqu'en 1822, vol.7, l’Auteur, 1823, 504 p. (lire en ligne), p. 135.